# Dicranomyia (Dicranomyia) validistyla
Dicranomyia (Dicranomyia) validistyla is een tweevleugelige uit de familie steltmuggen (Limoniidae). De soort komt voor in het Australaziatisch gebied.